# Carpina (kommun)
Carpina är en kommun i Brasilien.   Den ligger i delstaten Pernambuco, i den östra delen av landet, 1 600 km nordost om huvudstaden Brasília. Antalet invånare är 74 851.
Följande samhällen finns i Carpina:
- Carpina

Omgivningarna runt Carpina är en mosaik av jordbruksmark och naturlig växtlighet. Runt Carpina är det tätbefolkat, med 356 invånare per kvadratkilometer.